# Montereau-sur-le-Jard
Montereau-sur-le-Jard är en kommun i departementet Seine-et-Marne i regionen Île-de-France i norra Frankrike. Kommunen ligger i kantonen Melun-Nord som tillhör arrondissementet Melun. År 2022 hade Montereau-sur-le-Jard 498 invånare.

## Befolkningsutveckling
Antalet invånare i kommunen Montereau-sur-le-Jard
| Referens: INSEE |